# アブハズ語
アブハズ語（アブハズご、アブハズ語: аԥсуа бызшәа）は、ジョージア国内のアブハジア自治共和国で主にアブハズ人によって話されている言語である。アブハジア内の話者数は約10万人。

## 概要
系統的には北西コーカサス語族（アブハズ・アディゲ語族）に属する。この語族に属する言語には、ほかに北コーカサスに分布するアバザ語、アディゲ語、カバルド語がある。なお、トルコ国内で話されていたウビフ語も同じ語族に属するが、1992年に死滅した。
方言によって異なるが、60前後の子音を持つ。それに対して、母音音素は広母音/a/と狭母音/ə/の二つしかない。ただし実際には異音化で6つの母音が現れる。文法面では能格言語であり、膠着語である。名詞類の形態法が非常に単純であるのと対照的に、動詞は数多くの接頭辞や接尾辞によるきわめて複雑な派生・屈折を行う複統合的な面もある。

## 歴史
14世紀から15世紀にかけてアブハジアから北へ移動したアブハズ人集団がおり、彼らは今日のアバザ人とされ、タパンタ方言を話す。更に17世紀初頭にも北方へ移動したアブハズ人集団がおり、彼らもアバザ人とされるが、文法面ではアブハズ語寄りのアシュハルワ方言を話す。
アブハズ人は歴史的にアブハジア周辺に住んでおり、1864年のコーカサス戦争以降58,697人のアブハズ人がトルコへ追放されるも、歴史的な居住区域であるアブハジアは2020年現在残存している。
アブハズ語の最古の記録として知られているのはエヴリヤ・チェレビによるセイハトナーメで、「奇妙で独特なアバザ人の言語」を筆頭に5つのコーカサスの言語を記録している。また、記録された言語の中に「サズ・アバザ語」と記したものがあるが、これはサズ方言ではなくウビフ語である。
近代では1840年、ジェームス・ベルがアブハズ語の単語を記録しており、1887年にはピョートル・ウスラルによってアブハズ語史初となる文法書が出版されている。
1989年の話者の分布は以下の通り。
- アブハジア(含ジョージア)　105,308人
- トルコ　約100,000人
- シリア　約5,000人

## 方言
おおよそ以下の方言に分類される。
- アブハズ・アバザ語[注釈 2][4]
  - 北部方言 - アバザ語
    - タパンタ方言

  - アシュハルワ方言 - アバザ語の方言とされるが文法面ではアブハズ語寄りである[4][9]。
  - 南部方言 - アブハズ語
    - サズ方言 - アブハジア内に話者は現存せず、トルコ国内で話されているアブハズ語[9]。歴史的にはブズィプ川よりもさらに北方の地域で話されていた。
    - アブジュワ方言 - スフミやガルなど、南東部で話される方言。
    - ブズィプ方言 - アブハジアの北部に位置するブズィプ川周辺で話される方言。

アブハジア内では主にブズィプ方言とアブジュワ方言とで方言の区別がある。標準語はアブジュワ方言をもとにしている。

## 音韻
アブハズ語の子音は非常に多く、アブジュワ方言では58個、ブズィプ方言では67個の子音を持っており、有声、無声、放出と口蓋化、唇音化、平音の区別がある。一方、母音音素は広母音/a/と狭母音/ə/の2つしか持たないが、これらの母音は/j/,/w/との融合などの影響で、音声的には[o, e, u, i]が見られる。また、長母音/aa/と短母音/a/は区別される。
緑色の音素はブズィプ方言とサズ方言に見られるもので、アブジュワ方言には見られない。青色の音素はブズィプ方言でのみ出現する。
声門破裂音[ʔ]は[qʼ]の異音、またはҞаҳ [ʔaħ]などの感嘆詞で出現する。
|          |          | 唇音 | 歯茎音 | 歯茎音 | 後部歯茎音 | 後部歯茎音 | 歯茎硬口蓋音 | 歯茎硬口蓋音 | そり舌音 | 軟口蓋音 | 軟口蓋音 | 軟口蓋音 | 口蓋垂音 | 口蓋垂音 | 口蓋垂音  | 口蓋垂音 | 口蓋垂音 | 咽頭音 | 咽頭音 |
| 平音     | 唇音     | 唇音 | 平音   | 唇音   | 平音       | 唇音       | 口蓋         | 平音         | そり舌音 | 唇音     | 口蓋     | 平音     | 唇音     | 咽頭     | 唇音+咽頭 | 平音     | 唇音     |        |        |
| -------- | -------- | ---- | ------ | ------ | ---------- | ---------- | ------------ | ------------ | -------- | -------- | -------- | -------- | -------- | -------- | --------- | -------- | -------- | ------ | ------ |
| 鼻音     | 鼻音     | [m]  | [n]    |        |            |            |              |              |          |          |          |          |          |          |           |          |          | ([ʔ])  |        |
| 破裂音   | 無声音   | [p]  | [t]    | [t͡p]   |            |            |              |              |          | [kʲ]     | [k]      | [kʷ]     |          |          |           |          |          |        |        |
| 破裂音   | 有声音   | [b]  | [d]    | [d͡b]   |            |            |              |              |          | [ɡʲ]     | [ɡ]      | [ɡʷ]     |          |          |           |          |          |        |        |
| 破裂音   | 放出音   | [pʼ] | [tʼ]   | [t͡pʼ]  |            |            |              |              |          | [kʲʼ]    | [kʼ]     | [kʷʼ]    | [qʲʼ]    | [qʼ]     | [qʷʼ]     |          |          |        |        |
| 破擦音   | 無声音   |      | [t͡s]   |        | [t͡ʃ]       |            | [t͡ɕ]         | [t͡ɕᶠ]        | [ʈ͡ʂ]     |          |          |          |          |          |           |          |          |        |        |
| 破擦音   | 有声音   |      | [d͡z]   |        | [d͡ʒ]       |            | [d͡ʑ]         | [d͡ʑᵛ]        | [ɖ͡ʐ]     |          |          |          |          |          |           |          |          |        |        |
| 破擦音   | 放出音   |      | [t͡sʼ]  |        | [t͡ʃʼ]      |            | [t͡ɕʼ]        | [t͡ɕᶠʼ]       | [ʈ͡ʂʼ]    |          |          |          |          |          |           |          |          |        |        |
| 摩擦音   | 無声音   | [f]  | [s]    |        | [ʃ]        | [ʃᶣ]       | [ɕ]          | [ɕᶠ]         | [ʂ]      |          |          |          | [χʲ]     | [χ]      | [χʷ]      | [χˤ]     | [χˤʷ]    | [ħ]    | [ħᶣ]   |
| 摩擦音   | 有声音   | [v]  | [z]    |        | [ʒ]        | [ʒᶣ]       | [ʑ]          | [ʑᵛ]         | [ʐ]      |          |          |          | [ʁʲ]     | [ʁ]      | [ʁʷ]      |          |          |        |        |
| 接近音   | 接近音   |      | [l]    |        |            |            | [j]          | [ɥˤ]         |          |          |          | [w]      |          |          |           |          |          |        |        |
| ふるえ音 | ふるえ音 |      | [r]    |        |            |            |              |              |          |          |          |          |          |          |           |          |          |        |        |

アブハズ語では特定の条件下で無声音が有声音に変化する。基本的に子音表で対立している無声音と有声音同士で変化するが、いくつか例外がある。
- 無声咽頭摩擦音[ħ]と対立する有声音は、アバザ語タパンタ方言では有声咽頭摩擦音[ʕ]が存在し対立をなしているが、アブハズ語では[ʕ]が存在しない。無声音[ħ]と対立する有声音は[aa]である[4][注釈 3]。
- 唇音化無声咽頭摩擦音[ħᶣ]と対立する有声音は、アバザ語タパンタ方言では唇音化有声咽頭摩擦音[ʕʷ]が存在し対立をなしているが、アブハズ語では咽頭化有声両唇硬口蓋接近音[ɥˤ]である[11]。
- [qʼ] [qʲʼ] [qʷʼ]は有声音に変化しない[11]。

## 正書法

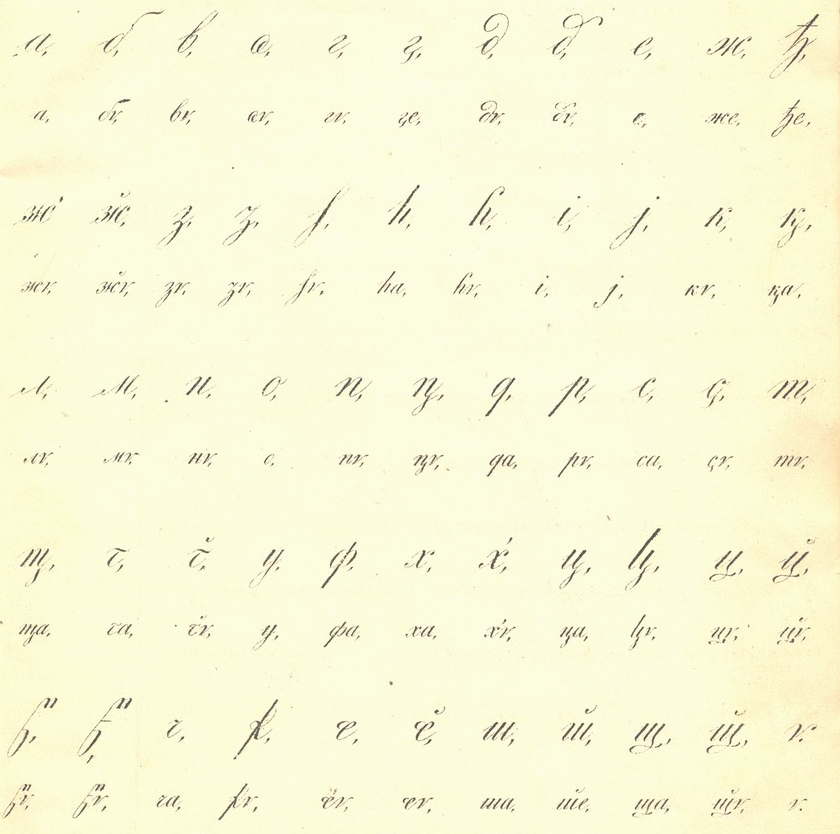
ウスラルが提唱した正書法の筆記体。主にキリル文字ベースだがグルジア文字წやラテン文字qに似た文字が見られる。
Абхазскій языкъ 1862/5/25?

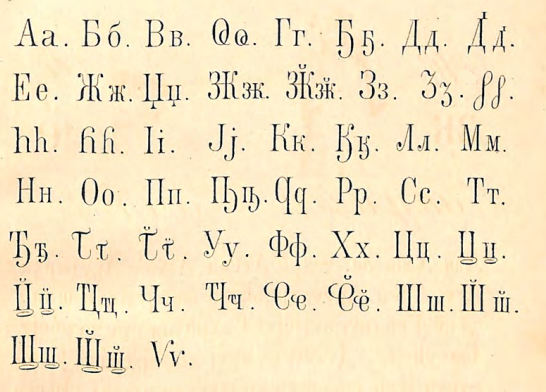
グリアらが提唱した正書法のブロック体。今日用いられるアブハズ語の文字はこの文字が改良されたものである。
Абхазская азубука 1892/9/18

長く文字を持たない言語であったが、1862年にピョートル・ウスラルがキリル文字ベースの正書法を提唱して以降、様々な正書法が提唱された。1926年から1938年まではニコライ・マルによるラテン文字ベースの正書法、1938年から1954年まではアカキ・シャニゼらによるグルジア文字ベースの正書法が用いられていたが、1954年以降は現在に至るまでコンスタンティン・マチャヴァリアニとドミトリー・グリアが1892年に提唱した正書法をもとにしたキリル文字アルファベットによって表記されている。

### 現在の正書法
| А а [ɑ]       | Б б [b]     | В в [v]       | Г г [ɡ]       | Гь гь [ɡʲ]    | Гә гә [ɡʷ]  | Ӷ ӷ [ʁ/ɣ]  | Ӷь ӷь [ʁʲ/ɣʲ] |
| Ӷә ӷә [ʁʷ/ɣʷ] | Д д [d]     | Дә дә [d͡b]    | Е е [ɛ]       | Ж ж [ʐ]       | Жь жь [ʒ]   | Жә жә [ʒᶣ] | З з [z]       |
| Ӡ ӡ [d͡z]      | Ӡә ӡә [d͡ʑᵛ] | И и [j/jɨ/ɨj] | К к [kʼ]      | Кь кь [kʲʼ]   | Кә кә [kʷʼ] | Қ қ [kʰ]   | Қь қь [kʲʰ]   |
| Қә қә [kʷʰ]   | Ҟ ҟ [qʼ/ʔ]  | Ҟь ҟь [qʲʼ]   | Ҟә ҟә [qʷʼ]   | Л л [l]       | М м [m]     | Н н [n]    | О о [ɔ]       |
| П п [pʼ]      | Ԥ ԥ [pʰ]    | Р р [r]       | С с [s]       | Т т [tʼ]      | Тә тә [t͡pʼ] | Ҭ ҭ [tʰ]   | Ҭә ҭә [t͡pʰ]   |
| У у [w/wɨ/ɨw] | Ф ф [f]     | Х х [x/χ]     | Хь хь [xʲ/χʲ] | Хә хә [xʷ/χʷ] | Ҳ ҳ [ħ]     | Ҳә ҳә [ħᶣ] | Ц ц [t͡sʰ]     |
| Цә цә [t͡ɕᶠ]   | Ҵ ҵ [t͡sʼ]   | Ҵә ҵә [t͡ɕᶠʼ]  | Ч ч [t͡ʃʰ]     | Ҷ ҷ [t͡ʃʼ]     | Ҽ ҽ [t͡ʂʰ]   | Ҿ ҿ [t͡ʂʼ]  | Ш ш [ʂ]       |
| Шь шь [ʃ]     | Шә шә [ʃᶣ]  | Ы ы [ɨ]       | Ҩ ҩ [ɥˤ]      | Џ џ [d͡ʐ]      | Џь џь [d͡ʒ]  | Ь ь [ʲ]    | Ә ә [ʷ,ᶣ,ᵛ]   |

ブズィプ方言を記載する際は以下の表記が用いられる事が多い。
| Ц' ц' [t͡ɕ] | Ӡ' ӡ' [dʑ] | Ҵ' ҵ' [t͡ɕʼ] | Ҫ ҫ [ɕ] | Ҫә Ш'ә [ɕᶠ] | Ҙ ҙ [ʑ] | Ҙә,Ж'ә [ʑᵛ] | Х' х' [χˤ] | Х'ә х'ә [χˤʷ] |